# Association d'études canadiennes
L'Association d'études canadiennes (en anglais : Association for Canadian Studies) est un organisme sans but lucratif fondé en 1973 à l'Université Queen's. Ses activités sont menées en français et en anglais. Par l'intermédiaire de l'organisation, ses membres individuels et institutionnels initient et soutiennent la recherche et l'enseignement en études canadiennes, notamment dans une perspective multidisciplinaire. Les membres de l'organisation s'intéressent également à la promotion des études canadiennes en général, ainsi qu'à la formation spécifique des étudiants dans cette discipline. L'organisation fournit également un soutien à des échanges interdisciplinaires entre chercheurs et dirigeants des secteurs public et privé. En outre, d'importantes questions de politique publique et de recherche sont promues dans le domaine public, par le biais de conférences, de publications et autres .
L'association a mis en place l'Institut canadien des identités et des migrations (ICIM), organisme à but non lucratif basé à Montréal qui a pour objet l'étude des mouvements de population et l'évolution des identités au Canada et à l'étranger. Les recherches de l'ICIM sont ensuite publiées dans les revues Diversité canadienne et Revue canadienne de recherche sociale. L'ICIM présente aussi la conférence nationale Metropolis et le congrès annuel de l'Association canadienne d'études ethniques.